# Diósfalu
Diósfalu (1899-ig Orechó, szlovákul: Orechové) Trencsén városrésze Szlovákiában, a Trencséni kerület Trencséni járásában. Alsó- és Felsőorechó egyesülésével jött létre. Lakosainak száma: 715 (2006).

## Fekvése
Trencsén központjától 2 km-re északra, a Vág jobb partján, Vágzamárd tőszomszédságában fekszik.

## Története
Diósfalut 1439-ben említik először, nevét diófákkal sűrűn benőtt területéről kapta. Plébániáját 1781-ben alapították, ekkor épült fel a templom is.
A 18. század végén Vályi András így ír róla: „ORECHO. Orechove. Tót falu Trentsén Várm. földes Ura G. Illésházy Uraság, lakosai katolikusok, fekszik Vág vize mellett, Trentsénnel által ellenben, földgye termékeny.”
Fényes Elek 1851-ben kiadott geográfiai szótárában így ír a faluról: „Orechó (Alsó), tót falu, Trencsén vmegyében, a Vágh jobb partján, Trencséntől északra 1/2 óra: 83 kath., 12 evang., 6 zsidó lak. Kath. paroch. templommal, savanyuviz forrással. F. u. a trencséni uradalom.
Orechó (Felső), tót falu, Trencsén vmegyében, 91 kath., 32 evang. lak. F. u. az elébbi.”
1880-ban Castries Iphigenia hercegné volt a falu kegyura. 1910-ben 323, túlnyomórészt szlovák lakosa volt. 1920 előtt Trencsén vármegye Trencséni járásához tartozott.
1960-ban hozzá csatolták Vághidast. 1972-ben csatolták Trencsénhez.

## Nevezetességei
- Felsődiósfalu római katolikus templomát 1781-ben építették és Szent István király tiszteletére szentelték.

## Lásd még
- Trencsén
- Csákfalva
- Csákháza
- Trencsénpüspöki
- Vágapátfalva
- Vágaranyos
- Vághidas
- Vágszabolcs